# Pachycraerus prasinus
Pachycraerus prasinus är en skalbaggsart som beskrevs av Lewis 1902. Pachycraerus prasinus ingår i släktet Pachycraerus och familjen stumpbaggar. Inga underarter finns listade i Catalogue of Life.